# Józef Below

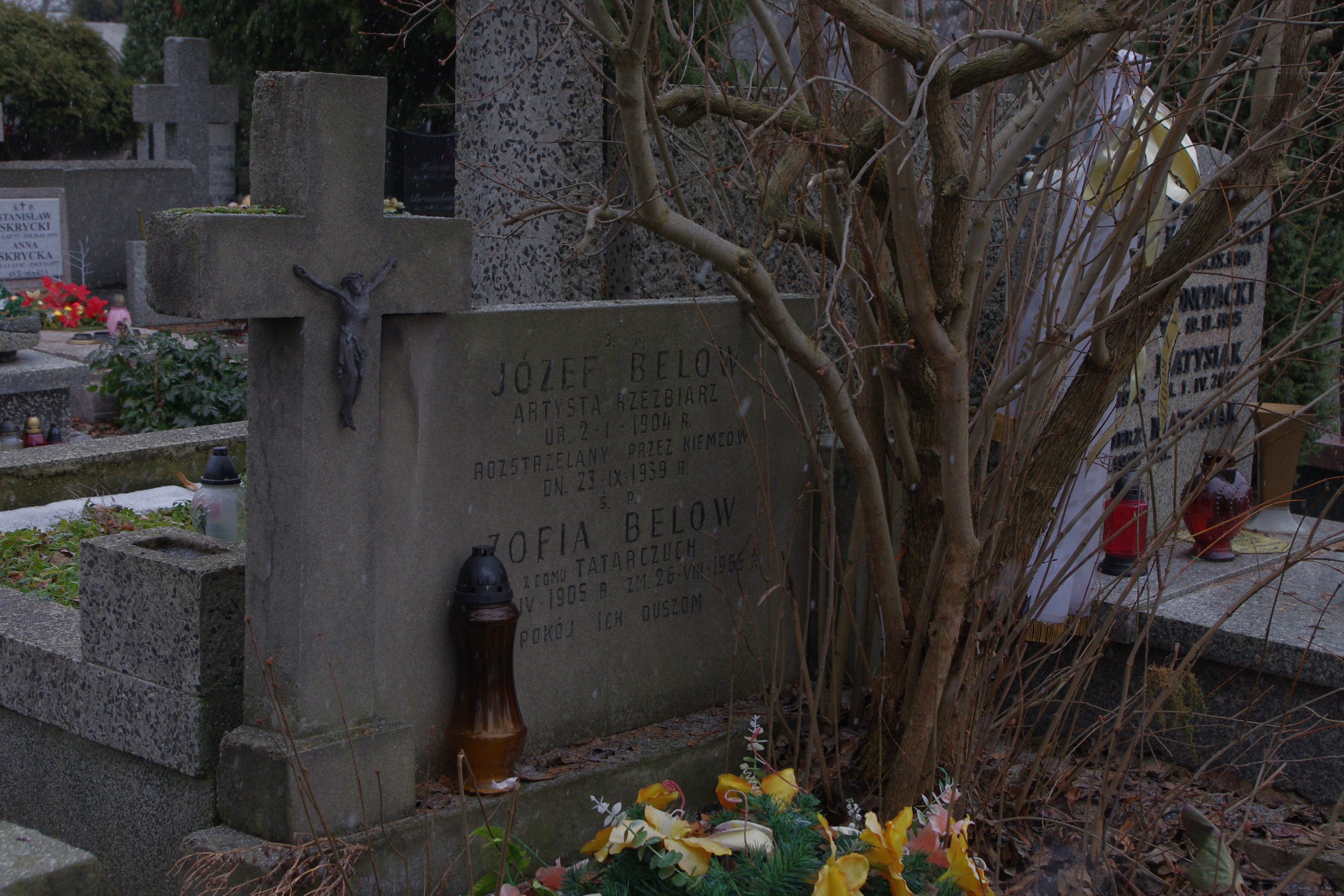
Grób rzeźbiarza Józefa Belowa na cmentarzu Wawrzyszewskim w Warszawie

Józef Below (ur. 2 stycznia 1904, zm. 23 września 1939) – polski artysta rzeźbiarz.
Kształcił się m.in. w warszawskiej ASP, gdzie znalazł się w gronie uczniów prof. Tadeusza Breyera.
Autor płaskorzeźb nad wejściem do przedwojennego Gmachu Izby Przemysłowo-Handlowej w Warszawie (obecnie siedziba Kancelarii Prezydenta Rzeczypospolitej Polskiej przy ul. Wiejskiej 10 w Warszawie). Płaskorzeźby mają charakter alegoryczny. Jedna z nich przedstawia robotnika.
Był także autorem płaskorzeźb na Domu Wedla (ul. Puławska 26), znanym również jako Kamienica Jana Wedla, przy ul. Madalińskiego oraz ul. Puławskiej na warszawskim Mokotowie. Kamienica powstała w 1936 Below umieścił na niej płaskorzeźbę dwóch robotników symbolizujących przemysł oraz Piasta Kołodzieja z małżonką symbolizujących rolnictwo, między tymi dwiema płaskorzeźbami usytuowana jest płaskorzeźba kariatydy – prawdopodobnie alegorii Polski dwudziestolecia międzywojennego. Poza tymi trzema płaskorzeźbami na kamienicy znajdują się jeszcze cztery płaskorzeźby Belowa obrazujące cztery pory roku będące połączeniem sielskich motywów antycznych ze współczesnymi (dzieci jeżdżące na nartach i sankach w przedstawieniu zimy). 4 marca 1996 kamienica została wpisana do rejestru zabytków województwa mazowieckiego pod nr. 1613-A.
Został rozstrzelany przez Niemców na początku II wojny światowej – 23 września 1939. Pochowany na cmentarzu Wawrzyszewskim w Warszawie.